# Mäld
Mäld är i en äldre betydelse spannmål som ska malas.
Mäld i en nyare betydelse är suspension i vatten av pappersmassa och annat råmaterial som används vid papperstillverkning. Benämningen används för fiberhaltiga suspensioner i hela processekvensen från uppslagning till formering av pappersbanan på pappermaskinernas vira- eller våtparti.
Mälden i pappersmaskinernas inloppslådor håller normalt en torrsubstanshalt under 1 procent, men utspädningsgraden varierar beroende på papperskvalitet och slag av pappersmaskin.

## Källhänvisningar
1. ↑   Mäld i Nationalencyklopedins nätupplaga.
2. ↑  ”Papperstillverkning”. skogen.se. https://www.skogen.se/skogssverige/massa-och-papperstillverkning/papperstillverkning/. Läst 29 september 2014.